# Museo etnografico Beniamino Tartaglia
Il MEdA - Museo etnografico di Aquilonia Beniamino Tartaglia è un museo dedicato alla cultura materiale della società contadina tradizionale, tipica delle aree interne montane degli Appennini. Si trova nel comune omonimo ed è intitolato al suo fondatore.
Il museo, con decreto DRD n. 265, del 14/12/2016, è iscritto, con il n. 394 – Sezione C, all’albo regionale delle fattorie didattiche della regione Campania istituito con DGR n. 797/2004, ed è stato riconosciuto "museo di interesse regionale" con DGRC n° 2010 del 23/12/2008, pubblica sul BURC n° 3 del 19/01/2009.
Unitamente al museo civico e della ceramica (con l'annesso polo didattico e scientifico) di Ariano Irpino, al museo civico di villa Amendola e al museo irpino di Avellino,  al museo delle produzioni artistiche e dell’artigianato popolare di Fontanarosa e al museo del lavoro e della vecchia ramiera di San Potito Ultra costituisce il Sistema Museale Irpino (SiMuIr).

## Caratteristiche
Nato verso la fine dell’anno 1996, grazie all’idea ed all’iniziativa del suo fondatore prof. Beniamino Tartaglia, alla cura dell’arch. Donato Tartaglia, affiancati e coadiuvati da un Comitato di cittadini, il Museo Etnografico “Beniamino Tartaglia”, nel panorama dei musei italiani dedicati alla cultura materiale e al folclore, spicca per la sua dimensione e completezza. Disposto su due livelli per un'estensione di circa 1.500 metri quadrati, il percorso espositivo si articola in circa 130 ambienti tematici, con la ricostruzione, tramite migliaia di oggetti originali, di decine di botteghe artigiane e di altri ambienti di vita e di lavoro (come l'aia, la scuola o la casa contadina). A queste si accompagnano stand dedicati alle usanze tradizionali, ai costumi della società contadina, alla religiosità e alle credenze magiche, alla medicina popolare, alle produzioni alimentari, alla struttura economica e alle istituzioni sociali, con una ricca documentazione, frutto sia di studi documentali, sia di indagini etnografiche soprattutto presso la popolazione locale. La struttura comprende anche un ampio salone archeologico e storico, con reperti locali che vanno dal periodo sannita ai secoli dell'Alto Medioevo. Presente inoltre una considerevole biblioteca, la cui catalogazione è in corso d'opera, ma che già a fine 2017 conta alcune migliaia di libri regolarmente consultabili nell'OPAC italiano (polo di Napoli).